# Al-Malakia FC
Al-Malakia Football Club w skrócie Al-Malakia FC – południowosudański klub piłkarski z siedzibą w Dżubie, występujący w pierwszej lidze południowosudańskiej.

## Sukcesy
- I liga[1]:
  - mistrzostwo (1): 2014.

- Puchar Sudanu Południowego[1]:
  - zwycięstwo (2): 2013, 2014.

## Występy w afrykańskich pucharach
| Sezon | Rozgrywki           | Runda   | Kraj    | Klub             | Dom | Wyjazd | Dwumecz |
| ----- | ------------------- | ------- | ------- | ---------------- | --- | ------ | ------- |
| 2014  | Puchar Konfederacji | wstępna | Kongo   | CARA Brazzaville | 0–1 | 1–4    | 1–5     |
| 2015  | Liga Mistrzów       | wstępna | Nigeria | Kano Pillars FC  | 0–2 | 0–3    | 0–5     |

## Stadion
Domowe mecze klub rozgrywa na stadionie o nazwie Juba Stadium w Dżubie, który może pomieścić 12000 widzów.